# Paranemoura perfecta
Paranemoura perfecta is een steenvlieg uit de familie beeksteenvliegen (Nemouridae). De wetenschappelijke naam van de soort is voor het eerst geldig gepubliceerd in 1852 door Walker.